# 158623 Perali
158623 Perali este un asteroid din centura principală, descoperit pe 24 ianuarie 2003, de Andrea Boattini și Hans Scholl.